# Konst stulen under nazitiden

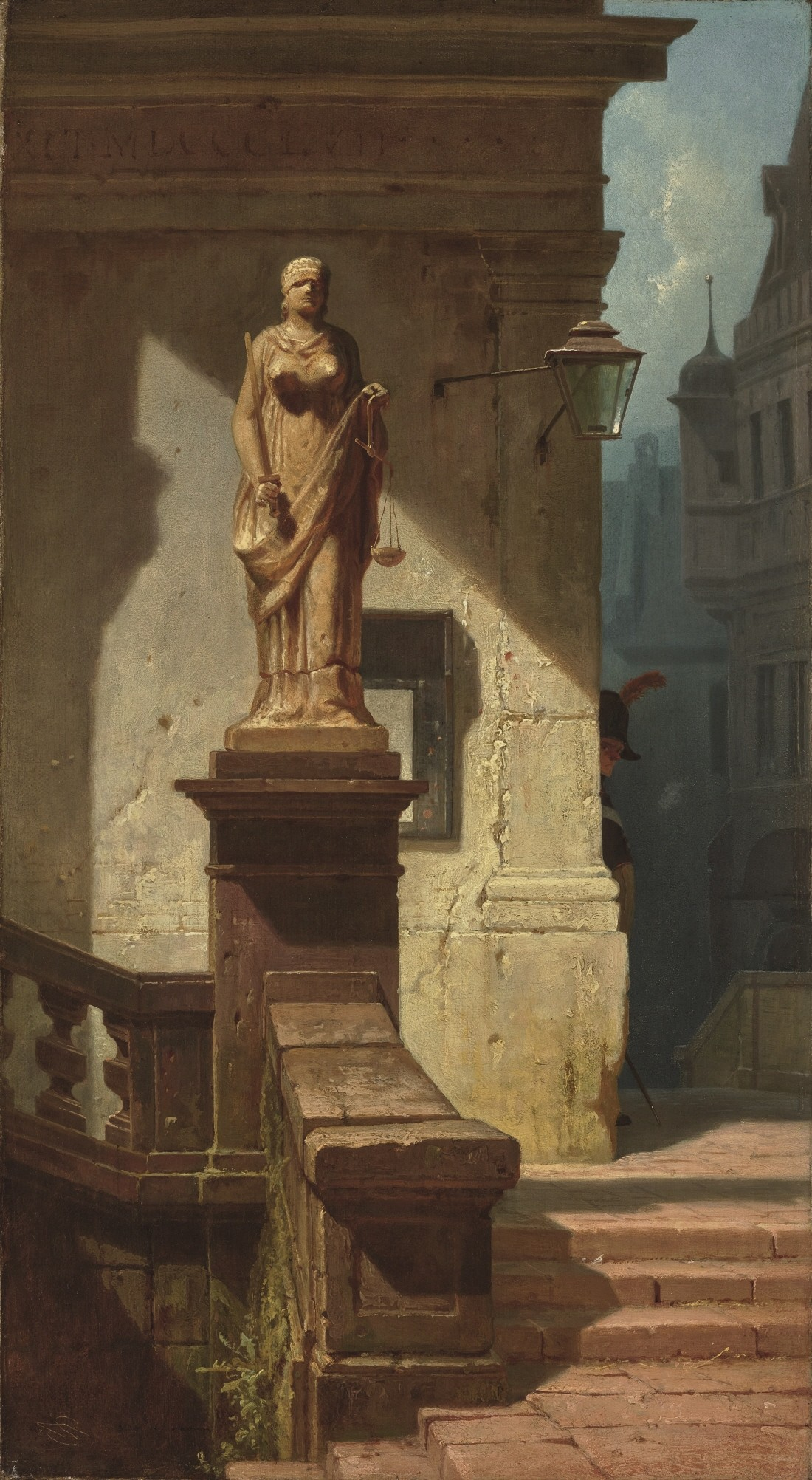
Carl Spitzweg: Justitia (1857)
Målningen kommer från Leo Bendels forna samling och är ett exempel på konst som stals under nazitiden. En framtvingad försäljning gjordes 1937 för att finansiera en emigration. Fram till 2006 fanns den i Villa Hammerschmidt i Bonn. Därefter återbördades den.

Konst stulen under nazitiden (tyska: Raubkunst, eller NS-Raubkunst) är en specifik benämning för konstverk eller kulturskatter som officiellt eller privat förvärvades illegalt eller på ett moraliskt tveksamt sätt av nazisterna under den nationalsocialistiska eran och vars tidigare ägare alla var offer för den nazistiska regimens förföljelse. Många av stölderna var då lagliga och utfördes av statliga företrädare under perioden 1933–1945. Stöldernas inrikespolitiska och ideologiskt förankrade legitimitet skiljer dem från de flesta andra konststölder.

## Omfattning
Omfattningen uppskattas till 600 000 konstverk, som stals mellan 1933 och 1945: 200 000 i Tyskland och Österrike, 100 000 i övriga Västeuropa och 300 000 i Östeuropa. Det antal som inte återlämnats till sina rättmätiga ägare och som ännu går att identifiera, spridda över hela världen i såväl offentliga samlingar som privat ägo, uppskattas till 10 000.

## Restitution
Efter andra världskriget har det arbetats med att återlämna – restituera – föremålen till deras tidigare ägare, men många fall är ännu ouppklarade. Så sent som 1 mars 2022 gick den tyske expressionisten Franz Marcs oljemålning Die Füchse (1913) under klubban på Christie's, sedan en 90-årig arvinge till den rättmätige ägaren Kurt Grawi (1887–1944) valt att sälja målningen. Efter domslut i januari 2022 hade den då återbördats från Museum Kunstpalast i Düsseldorf där den funnits sedan 1962 efter att ha skänkts dit av affärsmannen Helmut Horton. Ett liknande, mycket uppmärksammat fall i Tyskland blev år 2006 restitutionen av Ernst Ludwig Kirchners målning Gatuscen i Berlin (1913). 

### Svenska exempel
Ett svenskt exempel på restitution är konstverket Blumengarten av Emil Nolde. 1967 köptes detta av Moderna museet från Wolfgang Ketterers auktionshus i Stuttgart, och återlämnades till sin rättmätige ägare familjen Deutsch år 2009. Författaren Anders Rydell ägnar i sin bok Plundrarna (2013) ett långt kapitel åt Blomsterträdgården. Kapitlet handlar om målaren Emil Nolde, om målningen Blumengarten, om stölden av denna och hanterandet av den som stöldgods, samt om det rättsliga förfarandet vid restitutionen av den. Moderna museet valde 2018 att även restituera en målning av Oskar Kokoschka. Målningen köptes av Nationalmuseum redan 1934 från en konsthandel i Düsseldorf. Den ursprunglige innehavaren av konsthandeln Alfred Flechtheim hade året innan tvingats i exil och en sentida tysk utredning har jämställt övertagandet av hans konsthandel med plundring.